# Roland Guignard
Roland Guignard (* 8. April 1917 in Aarau; † 13. Januar 2004 in Rombach bei Küttigen) war ein Schweizer Maler, Grafiker, Illustrator, Zeichenlehrer und Glasmaler.

## Leben und Werk
Roland Guignard wuchs mit einem Bruder und einer Schwester in Aarau auf. Sein Vater, der aus dem Kanton Waadt stammte, liess sich 1904 als homöopathischer Arzt in Aarau nieder, seine Mutter war die aus England stammende Pianistin Ethel Mathews, welche die musische Begabung ihrer Kinder förderte. Von 1933 bis 1937 besuchte Guignard bei Ernst Keller (1891–1968) die Grafikfachklasse an der Kunstgewerbeschule Zürich, um sich anschliessend für sechs Monate an der Académie Ranson in Paris weiterzubilden.
Mit dem Geld, das er sich für seine Dekorationsbilder für die Schweizerische Landesausstellung 1939 verdient hatte, reiste er für Studienzwecke nach Südfrankreich und 1940 nach Italien. Zurück in der Schweiz, arbeitete er als Buchillustrator und ab 1941 als Aushilfslehrer für Zeichenunterricht an der Töchterschule in Aarau. Als Postbote war Guignard oft zu Fuss unterwegs und hatte nebenbei die Gelegenheit, die Innerschweizer und Jura-Landschaften zu malen.
Nach dem Krieg konnte Guignard ein halbes Zeichenlehrpensum an der Töchterschule und am Lehrerseminar in Aarau übernehmen. Dies ermöglichte es ihm, jedes Jahr mehrwöchige Studienreisen und Aufenthalte nach Frankreich, Italien, Spanien, Griechenland und England zu unternehmen.
Guignard war mit Hans Fischer, Guido Fischer, Felix Hofmann und anderen Aargauer Künstlern seiner Zeit befreundet. 1943 trat er der Aargauer Sektion der GSMBA bei und konnte im selben Jahr drei Bilder (Holzfäller, Ährenleserinnen und ein Selbstporträt) bei der schweizerischen GSMBA-Ausstellung in Bern zeigen.
Ab 1962 malte Guignard  auch abstrakte Bilder und quittierte dank genügend künstlerischen Aufträgen den Schuldienst. Zwischen 1968 und 1970 – ausgelöst vom Wettbewerbsauftrag für die Gestaltung der acht gotischen Glasfenster in der Stadtkirche Aarau – vollzog er den Schritt von der Gegenständlichkeit in die völlige Abstraktion.
1984, 1985 und 1988 reiste Guignard nach Japan. Die drei Reisen und die jahrelange Beschäftigung mit der Ästhetik dieses Landes regten ihn zu seinem Spätwerk an.
Guignard nahm an zahlreichen Einzel- und Gruppenausstellungen teil. Viele seiner Werke sind im öffentlichen und halböffentlichen Raum zu sehen. Guignard war mit der Kunst- und Literaturkritikerin Elise Heitz verheiratet.